# (474074) 2016 JO29
(474074) 2016 JO29 es un asteroide perteneciente al cinturón de asteroides, descubierto el 30 de agosto de 2005 por el equipo del Spacewatch desde el Observatorio Nacional de Kitt Peak, Arizona, Estados Unidos.

## Designación y nombre
Designado provisionalmente como 2016 JO29.

## Características orbitales
2016 JO29 está situado a una distancia media del Sol de 2,617 ua, pudiendo alejarse hasta 3,083 ua y acercarse hasta 2,151 ua. Su excentricidad es 0,178 y la inclinación orbital 12,61 grados. Emplea 1546 días en completar una órbita alrededor del Sol.

## Características físicas
La magnitud absoluta de 2016 JO29 es 16,7. Tiene 3,356 km de diámetro y su albedo se estima en 0,068.